# Lijst van Stenochilidae
Deze pagina beschrijft alle soorten spinnen uit de familie der Stenochilidae.

## Colopea
Colopea Simon, 1893
- Colopea laeta (Thorell, 1895)
- Colopea lehtineni Zheng, Marusik & Li, 2009
- Colopea malayana Lehtinen, 1982
- Colopea pusilla (Simon, 1893)
- Colopea romantica Lehtinen, 1982
- Colopea silvestris Lehtinen, 1982
- Colopea tuberculata Platnick & Shadab, 1974
- Colopea unifoveata Lehtinen, 1982
- Colopea virgata Lehtinen, 1982
- Colopea xerophila Lehtinen, 1982

## Stenochilus
Stenochilus O. P.-Cambridge, 1870
- Stenochilus crocatus Simon, 1884
- Stenochilus hobsoni O. P.-Cambridge, 1870
- Stenochilus scutulatus Platnick & Shadab, 1974